# Ursula Höf

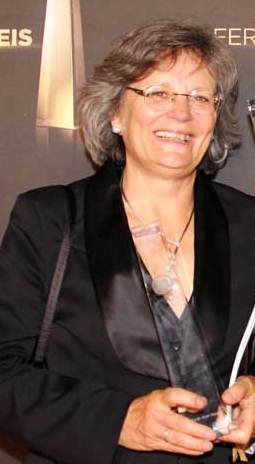
Ursula Höf beim Deutschen Fernsehpreis 2012, wo der von ihr montierte Film Das Ende einer Nacht als bester Spielfilm ausgezeichnet wurde.

Ursula Höf ist eine deutsche Filmeditorin und Dozentin. Bei manchen ihrer Filme wird im Vor- oder Abspann ihr Kosename Olla Höf verwendet.

## Leben und Werk
Ursula Höf wuchs in Hessen auf. 1966 machte sie in Gießen das Abitur. Sie stammt nach eigenen Angaben aus einem sozialistisch geprägtem Elternhaus.
Sie studierte von 1966 bis 1970 Anglistik und Theaterwissenschaften an der FU Berlin, und machte dann aber ein Volontariat im Schneideraum von Renate Willeg, ebenfalls in Berlin. 1973 wurde sie Assistentin von Siegrun Jäger. Seit 1975 ist sie als freie Editorin tätig.
Bei über 70 abendfüllenden Spielfilmen und Dokumentarfilmen war Höf für den Schnitt verantwortlich, darunter zahlreiche Kinofilme. Am häufigsten arbeitete sie mit den Regisseuren Markus Imboden (20 Filme) und Rolf Schübel (10 Filme) zusammen. Weitere Kreativ-Partnerschaften verbinden sie mit Helke Sander, Kai Wessel, Heidi Specogna und Matti Geschonneck.
Mit dem Spielfilm Ein Lied von Liebe und Tod – Gloomy Sunday war Höf im Jahr 2000 für den Deutschen Kamerapreis (Bester Schnitt Kinofilm) nominiert. Der Dokumentarfilm Das kurze Leben des José Antonio Gutierrez brachte ihr 2007 eine Nominierung für den Schnitt-Preis beim Filmfestival Filmplus in Köln ein. 2016 wurde sie dann im Rahmen dieses Festivals mit dem Ehrenpreis für ihr Lebenswerk ausgezeichnet.
Neben ihrer Tätigkeit als Editorin, hat Ursula Höf als Dozentin das Fach Filmmontage unterrichtet und studentische Filmprojekte betreut, unter anderem an der Internationalen Filmschule Köln (ifs), der Filmakademie Baden-Württemberg und der HfbK Hamburg.
Ursula Höf ist Mitglied der Deutschen Filmakademie und im Bundesverband Filmschnitt Editor e. V. (BFS). Sie lebt in Hamburg.

## Filmografie
Wo kein Einzelnachweis angegeben ist, sind die Quellen für die Filmografie: Filmportal, Filmdienst, Deutscher Fernsehpreis 2012, BFS-Profil, Fernsehserien.de – jeweils gegengeprüft mit IMDb. Die Jahreszahlen der Quellen sind angepasst an das Erscheinungsjahr.

### Langfilme als Editorin
Filme mit einer Länge ab 65 Minuten. Wo nicht anders ausgewiesen, handelt es sich um einen Fernsehspielfilm.
- 1976: Das Land der Blinden oder Von einem der auszog – Regie: Pete Ariel
- 1978: Die allseitig reduzierte Persönlichkeit – Redupers (Kinospielfilm) – Regie: Helke Sander
- 1978: Mulligans Rückkehr – Regie: Helmut Käutner
- 1978: Die Faust in der Tasche (Kinospielfilm) – Regie: Max Willutzki
- 1979: Deutschlandgeschichten ...Können mir doch Arbeit geben, die Philister... (Kinodokumentarfilm) – Regie: Detlef Gumm, Hans-Georg Ullrich
- 1979: Winterreise im Olympiastadion (Theater-Film) – Regie: Ellen Hammer, Klaus-Michael Grüber
- 1979: Metin (Kinospielfilm) – Regie: Thomas Draeger
- 1981: Vom überstehen der Stürme (Kinodokumentarfilm) – Regie: Detlef Gumm, Hans-Georg Ullrich
- 1981: Der subjektive Faktor (Kinospielfilm) – Ko-Editorin: Dörte Völz; Regie: Helke Sander
- 1984: Lisa und die Riesen (Kinospielfilm) – Regie: Thomas Draeger
- 1985: Voll auf der Rolle – Regie: Detlef Gumm, Claudia Schröder
- 1985: Nur Fliegen ist schwerer – Regie: Reinhard Kahn
- 1986: Kurz vor Schluss – Regie: Jochen Kuhn
- 1986: Ein Blick – und die Liebe bricht aus (Kinospielfilm) – Ko-Editorin und Regie: Jutta Brückner
- 1987: Eine Reise nach Deutschland – Regie: Heidi Genée
- 1987: Komplizinnen (Kinospielfilm) – Regie: Margit Czenki
- 1989: Der Leibwächter (zweiteiliger TV-Spielfilm) – Regie: Adolf Winkelmann
- 1990: Der Fotograf – Ko-Editoren: Stefanie Möbius, Margot Neubert-Marić; Regie: Thomas Mitscherlich, Franz Winzentsen
- 1990: Die Piefke-Saga (TV-Reihe, 3 von 4 Teilen) – Regie: Wilfried Dotzel
  - Teil 1: Der Skandal
  - Teil 2: Die Animation
  - Teil 3: Das Geschäft
- 1991: My Lovely Monster (Kinospielfilm) – Regie: Michel Bergmann
- 1991: Das Heimweh des Walerjan Wróbel (Kinospielfilm) – Regie: Rolf Schübel
- 1992: BeFreier und Befreite (2-teiliger Dokumentarfilm) – Ko-Editoren: Helke Sander, Karin Novarra; Regie: Helke Sander
- 1993: Der Untergang des goldenen Webstuhls – Regie: Franz Winzentsen
- 1993: Ein Letzter Wille – Regie: Kai Wessel
- 1994: Swingpfennig/Deutschmark (Doku-Drama) – Regie: Margit Czenki
- 1994: Karakum – Ein Abenteuer in der Wüste (Kinospielfilm) – Regie: Arend Agthe, Uzmaan Saparov
- 1995: Die Vergebung (Kinospielfilm) – Regie: Andreas Höntsch
- 1995: Eiffe for President – Alle Ampeln auf Gelb (Dokumentarfilm) – Regie: Christian Bau
- 1996: Die Spur der roten Fässer (Kinospielfilm) – Regie: Kai Wessel
- 1996: Zwei Leben hat die Liebe – Regie: Peter Timm
- 1997: 2 1/2 Minuten – Regie: Rolf Schübel
- 1997: Woanders scheint nachts die Sonne – Regie: Rolf Schübel
- 1998: Sperling – Sperling und die Tote aus Vilnius (TV-Reihe) – Regie: Kai Wessel
- 1998: Kidnapping Mom & Dad – Regie: Kai Wessel
- 1998: Die kritische Masse – Film im Untergrund, Hamburg '68 (Dokumentarfilm) – Regie: Christian Bau
- 1999: Ein Lied von Liebe und Tod – Gloomy Sunday (Kinospielfilm) – Regie: Rolf Schübel
- 2000: Zwei Mädels auf Mallorca – Die heißeste Nacht des Jahres – Regie: Dror Zahavi
- 2001: Eine öffentliche Affaire – Regie: Rolf Schübel
- 2001: Höllenleben – Eine multiple Persönlichkeit auf Spurensuche (Dokumentarfilm) – Regie: Liz Wieskerstrauch
- 2002: Ein Dorf sucht seinen Mörder – Regie: Markus Imboden
- 2002: Kollaps – Regie: Rolf Schübel
- 2003: Blueprint (Kinospielfilm) – Regie: Rolf Schübel
- 2004: Hunger auf Leben – Regie: Markus Imboden
- 2004: Zeit der roten Nelken (Dokumentarfilm) – Regie: Heidi Specogna
- 2004: Das falsche Opfer – Regie: Ulrich Stark
- 2005: Liebe auf den zweiten Blick – Regie: Ulrich Stark
- 2005: Die Leibwächterin – Regie: Markus Imboden
- 2006: Im Tal der wilden Rosen: Was das Herz befiehlt (TV-Reihe) – Regie: Oliver Dommenget
- 2006: Das kurze Leben des José Antonio Gutierrez (Dokumentarfilm) – Regie: Heidi Specogna
- 2006: Tatort: Aus der Traum... (TV-Reihe) – Regie: Rolf Schübel
- 2007: Im Tal der wilden Rosen: Herz im Wind (TV-Reihe) – Regie: Oliver Dommenget
- 2007: Tatort: Der Tote vom Straßenrand (TV-Reihe) – Regie: Rolf Schübel
- 2007: Kommissar Stolberg: Vermisst (TV-Reihe) – Regie: Markus Imboden
- 2007: Kommissar Stolberg: Die letzte Vorstellung (TV-Reihe) – Regie: Markus Imboden
- 2008: Ein starkes Team: Hungrige Seelen (TV-Reihe) – Regie: Markus Imboden
- 2008: Der Kommissar und das Meer: An einem einsamen Ort (TV-Reihe) – Regie: Anno Saul
- 2008: Leo und Marie – Eine Weihnachtsliebe – Regie: Rolf Schübel
- 2008: Der Kommissar und das Meer: Sommerzeit (TV-Reihe) – Regie: Anno Saul
- 2009: Auftrag Schutzengel – Regie: Peter Fratzscher
- 2009: Bella Block: Das Schweigen der Kommissarin (Zweiteiler aus der TV-Reihe) – Regie: Markus Imboden
- 2009: Ein starkes Team: La Paloma (TV-Reihe) – Regie: Markus Imboden
- 2009: Mörder auf Amrum – Regie: Markus Imboden
- 2010: Das Schiff des Torjägers (Dokumentarfilm) – Regie: Heidi Specogna
- 2011: Mörderisches Wespennest (TV-Reihe: Finn Zehender) – Regie: Markus Imboden
- 2011: Tatort: Wunschdenken (TV-Reihe) – Regie: Markus Imboden
- 2011: Der Verdingbub (Kinospielfilm) – Regie: Markus Imboden
- 2012: Ein starkes Team: Die Gottesanbeterin (TV-Reihe) – Regie: Markus Imboden
- 2012: Das Ende einer Nacht – Regie: Matti Geschonneck
- 2012: Tod einer Brieftaube (TV-Reihe: Finn Zehender) – Regie: Markus Imboden
- 2012: Mörderische Jagd (TV-Reihe: Finn Zehender) – Regie: Markus Imboden
- 2012: Tod einer Polizistin – Regie: Matti Geschonneck
- 2013: Totenengel – Van Leeuwens zweiter Fall (TV-Reihe) – Regie: Matti Geschonneck
- 2014: Mord in Aschberg (TV-Reihe: Finn Zehender) – Regie: Markus Imboden
- 2015: Helen Dorn: Bis zum Anschlag (TV-Reihe) – Regie: Markus Imboden
- 2015: Die Eisläuferin – Regie: Markus Imboden
- 2017: Südstadt – Regie: Matti Geschonneck
- 2017: Brandnächte – Regie: Matti Geschonneck
- 2018: Tatort: Zeit der Frösche (TV-Reihe) – Regie: Markus Imboden
- 2019: Danowski – Blutapfel – Regie: Markus Imboden
- 2021: Zurück ans Meer (Fernsehfilm) – Regie: Markus Imboden

### Kürzere Formate als Editorin (Auswahl)
Filme und Serien-Folgen mit einer Länge von unter 65 Minuten.
- 1980–1982 Neues aus Uhlenbusch (TV-Serie, 8 Folgen je 25 Min.) – Regie: Thomas Draeger
- 1981: Ich deutsche Behörde (Kurz-Dokumentarfilm, 23 Min.) – Regie: Ezra Gerhardt, Alf Böhmert
- 1981: Recycling (Kurz-Dokumentarfilm, 12 Min.) – Regie: Heiko von Swieykowski
- 1982: Berliner Stadtbahnbilder (Kinodokumentarfilm, 60 Min.) – Regie: Alfred Behrens
- 1983: Ein bescheidener Vorschlag (Kurz-Spielfilm, 15 Min.) – Regie: Alf Böhmert
- 1983: Der Träumer (Kurz-Spielfilm, 17 Min.) – Regie: Hartmann Schmige
- 1983: In den Tod – hurra! Deutsche Jugend vor Langemarck 1914 (TV-Spielfilm, 55 Min.) – Regie: Helmut Kopetzky
- 1984: Gleissprung (Kurz-Spielfilm, 13 Min.) Regie: Alf Böhmert
- 1985: Nr. 1 – Aus Berichten der Wach- und Patrouillendienste (Kurz-Spielfilm, 10 Min.) – Regie: Helke Sander[10]
- 1985: Die Kautschukdame (Kurz-Dokumentarfilm, 14 Min.) – Regie: Antonia Lerch
- 1985: Berliner Weiße mit Schuß (TV-Serie, 1 Folge, 50 Min.) – Regie: Wilfried Dotzel
- 1986: Der Katalog (Dokumentarfilm, 45 Min.) – Regie: Detlef Gumm, Hans-Georg Ullrich[11]
- 1986: Nr. 8 – Aus Berichten der Wach- und Patrouillendienste (Kurz-Spielfilm, 10 Min.) – Regie: Helke Sander[12]
- 1987: Unerhört: Die Geschichte der deutschen Frauenbewegung von 1830 bis heute (TV-Doku-Reihe): [13]
  - Teil 1: Das nächste Jahrhundert wird uns gehören 1830–1848 (dokumentarischer Spielfilm, 45 Min.) – Regie: Claudia von Alemann[14]
  - Teil 2: Wir wollen lieber fliegen als kriechen 1848–1860 (dokumentarischer Spielfilm, 45 Min.) – Regie: Claudia von Alemann[15]
- 1992: Rendezvous der Freunde (Kinodokumentarfilm, 60 Min.) Regie: Maria Hemmleb, Christian Bau
- 2000: Schmidt ist billiger (Kurz-Spielfilm, 9 Min.) – Regie: Berndt List
- 2002: Schwestern im Leben (Dokumentarfilm, 59 Min.) – Regie: Wilfried Hauke[16]
- 2003: Saba Meersburg (Kurz-Animationsfilm, 12 Min.) – Regie: Franz Winzentsen
- 2004: Ein Tag mit Folgen – Anna Lindh und ihr Mörder (Dokumentarfilm, 52 Min.) – Regie: Joakim Demmer
- 2005: Die Menschen im Meer (TV-Dokumentarfilm-Reihe, 30 Min.) – Regie: Wilfried Hauke
- 2013: Die Konferenz oder Die Rückseite des Mondes (Kurz-Animationsfilm, 6 Min.) – Regie: Franz Winzentsen

### Schnitt-Assistenz
- 1975: Familienglück – Schnitt: Siegrun Jäger; Regie: Marianne Lüdcke, Ingo Kratisch

## Auszeichnungen
- 2000: Nominierung Deutschen Kamerapreis (Bester Schnitt Kinofilm) für Ein Lied von Liebe und Tod – Gloomy Sunday
- 2007: Nominierung Schnitt-Preis Dokumentarfilm beim Filmfestival Filmplus für Das kurze Leben des José Antonio Gutierrez
- 2016: Ehrenpreis fürs Lebenswerk beim Filmfestival Filmplus in Köln